# Satz von Green
Der Satz von Green (auch Green-Riemannsche Formel oder Lemma von Green, gelegentlich auch Satz von Gauß-Green) erlaubt es, das Integral über eine ebene Fläche durch ein Kurvenintegral auszudrücken. Der Satz ist ein Spezialfall des Satzes von Stokes. Erstmals formuliert und bewiesen wurde er 1828 von George Green in An Essay on the Application of Mathematical Analysis to the Theories of Electricity and Magnetism.

## Formulierung des Satzes

Kompaktum D in der xy-Ebene mit abschnittsweise glattem Rand C.

Sei {\displaystyle D} ein Kompaktum in der xy-Ebene mit abschnittsweise glattem Rand {\displaystyle \partial D=C} (siehe Abbildung). Weiter seien {\displaystyle f,g\colon D\to \mathbb {R} } stetige Funktionen mit den ebenfalls auf {\displaystyle D} stetigen partiellen Ableitungen {\displaystyle {\tfrac {\partial f}{\partial y}}(x,y)} und {\displaystyle {\tfrac {\partial g}{\partial x}}(x,y)}. Dann gilt:
{\displaystyle \iint _{D}\left({\frac {\partial g}{\partial x}}(x,y)-{\frac {\partial f}{\partial y}}(x,y)\right)\,\mathrm {d} x\,\mathrm {d} y=\oint _{C}\left(f(x,y)\,\mathrm {d} x+g(x,y)\,\mathrm {d} y\right)}
Dabei bedeutet {\displaystyle \textstyle \oint _{C}f(x,y)\,\mathrm {d} x} das Kurvenintegral entlang {\displaystyle C} von {\displaystyle f(x,y)\cdot e_{x}}, also {\displaystyle \textstyle \oint _{C}f(x,y)\,\mathrm {d} x=\int _{a}^{b}f(\gamma _{x}(t),\gamma _{y}(t))\cdot {\dot {\gamma }}_{x}(t)\mathrm {d} t}, falls {\displaystyle C} durch eine stückweise stetig differenzierbare Kurve {\displaystyle \gamma =(\gamma _{x},\gamma _{y}):[a,b]\to C} beschrieben wird. Analog wird {\displaystyle \textstyle \oint _{C}g(x,y)\,\mathrm {d} y} definiert.

## Sonderfall Wegunabhängigkeit
Für den speziellen Fall, dass der Integrand
{\displaystyle f(x,y)\,\mathrm {d} x+g(x,y)\,\mathrm {d} y} im Kurvenintegral rechts das totale Differential  {\displaystyle \mathrm {d} u(x,y)} einer skalaren Funktion {\displaystyle u(x,y)} darstellt, d. h. es ist {\displaystyle f(x,y)={\tfrac {\partial u}{\partial x}}(x,y)} und
{\displaystyle g(x,y)={\tfrac {\partial u}{\partial y}}(x,y)}, folgt nach dem
Satz von Schwarz (Vertauschbarkeit der  Reihenfolge der Ableitungen von {\displaystyle u(x,y)} nach {\displaystyle x} und {\displaystyle y}), dass
{\displaystyle {\frac {\partial }{\partial x}}\left({\frac {\partial }{\partial y}}u(x,y)\right)={\frac {\partial }{\partial y}}\left({\frac {\partial }{\partial x}}u(x,y)\right)}
sein muss. Damit wird
{\displaystyle {\tfrac {\partial g}{\partial x}}(x,y)={\tfrac {\partial f}{\partial y}}(x,y)}, so dass das Flächenintegral links  und damit das Kurvenintegral rechts über den geschlossenen Weg gleich null werden, d. h. der Wert der Funktion {\displaystyle u(x,y)} hat sich nicht verändert.
Solche wegunabhängigen zweidimensionalen Funktionsänderungen treten beispielsweise in der Thermodynamik bei der Betrachtung von Kreisprozessen auf, wobei {\displaystyle u} dann dort für die innere Energie oder die Entropie des Systems steht.
Für dreidimensionale skalare Potentialfelder  {\displaystyle u(x,y,z)}, wie sie in der Mechanik z. B. das konservative Kraftfeld eines Newton’schen Gravitationspotential
{\displaystyle \Phi }  beschreiben, kann die Wegunabhängigkeit über den allgemeineren Satz von Stokes ähnlich bewiesen werden.

## Anwendungsbeispiele

### Flächeninhalt
Wählt man {\displaystyle f(x,y)=0\,} und {\displaystyle g(x,y)=x\,}, so lauten die partiellen Ableitungen {\displaystyle {\tfrac {\partial f}{\partial y}}(x,y)=0} und {\displaystyle {\tfrac {\partial g}{\partial x}}(x,y)=1}. Die Integrale beschreiben dann den Flächeninhalt von {\displaystyle D}, der alleine durch den Verlauf der Randkurve eindeutig bestimmt ist und statt durch ein Doppelintegral durch ein Kurvenintegral berechnet werden kann:
{\displaystyle A(D)=\iint _{D}1\,\mathrm {d} x\,\mathrm {d} y=\oint _{C}x\,\mathrm {d} y}
Wählt man {\displaystyle f(x,y)=-y\,} und {\displaystyle g(x,y)=0\,}, so erhält man analog
{\displaystyle A(D)=\iint _{D}1\,\mathrm {d} x\,\mathrm {d} y=-\oint _{C}y\,\mathrm {d} x}
Addiert man die beiden Resultate so erhält man die Sektorformel von Leibniz für eine geschlossene Kurve:
{\displaystyle A(D)={\frac {1}{2}}\oint _{C}(x\,\mathrm {d} y-y\,\mathrm {d} x)}

### Flächenschwerpunkt
Wählt man {\displaystyle f(x,y)=0\,} und {\displaystyle g(x,y)=x^{2}/2\,}, so lauten die partiellen Ableitungen {\displaystyle {\tfrac {\partial f}{\partial y}}(x,y)=0} und {\displaystyle {\tfrac {\partial g}{\partial x}}(x,y)=x}. Dann kann man die {\displaystyle x}-Koordinate des Schwerpunkts der Fläche {\displaystyle D} durch ein Kurvenintegral berechnen:
{\displaystyle x_{s}={\frac {1}{A(D)}}\iint _{D}x\,\mathrm {d} x\,\mathrm {d} y={\frac {1}{2A(D)}}\oint _{C}x^{2}\,\mathrm {d} y}
Entsprechend erhält man mit {\displaystyle f(x,y)=-y^{2}/2\,} und {\displaystyle g(x,y)=0\,} für die {\displaystyle y}-Koordinate des Schwerpunktes der Fläche {\displaystyle D}:
{\displaystyle y_{s}={\frac {1}{A(D)}}\iint _{D}y\,\mathrm {d} x\,\mathrm {d} y={\frac {-1}{2A(D)}}\oint _{C}y^{2}\,\mathrm {d} x}
Dieses Prinzip wird auch in Planimetern oder Integrimetern verwendet, um Flächeninhalte und Flächenmomente höherer Ordnung zu bestimmen.